# Żurawica (Sainte-Croix)
Cet article concerne village de Sainte-Croix. Pour le village de voïvodie des Basses-Carpates, voir Żurawica. Pour la gmina, voir Żurawica (gmina).
Żurawica est une localité polonaise de la gmina d'Obrazów, située dans le powiat de Sandomierz en voïvodie de Sainte-Croix.
En 2021, la localité compte 398 habitants.